# Edmond Nicolau
Edmond Nicolau (n. 3 iunie 1922 Brăila – d. 2 septembrie 1996 București) a fost un inginer, specialist în radiocomunicații, cibernetician și eseist român. Edmond  Nicolau a fost unul dintre promotorii ciberneticii în România, cu toate ramurile ei: tehnică, economică și biocibernetică. De asemenea, a avut contribuții originale în teoria câmpului electromagnetic, antene și propagarea undelor radio, în lingvistica și modelarea matematică. A avut interese multi-disciplinare, inclusiv în domeniul cosmogoniei, antropogenezei, epistemologiei, hermeneuticii și al religiilor.

## Viața
Născut la Brăila în anul 1922, Nicolau a dovedit din copilărie înclinații pentru electronică. După școala elementară, el a urmat cursurile Liceului Nicolae Bălcescu din orașul natal, absolvind bacalaureatul în anul 1941. În continuare a studiat la facultatea de telecomunicații a Politehnicii din București, la secția de radio, pe care a terminat-o în 1945 cu titlul de inginer în radiocomunicații. Ulterior a fost cooptat în corpul didactic al Institutului Politehnic din București, unde a predat în cursul anilor Măsuri electrice și electronice, Antene și propagare, Rețele neuronale etc. În 1961 a ocupat postul de profesor universitar la Institutul Politehnic.
La sfârșitul anilor '60 a reușit să impună crearea Facultății de cibernetică economică în cadrul Academiei de Studii Economice (ASE), al cărei prim decan a devenit.
După ce, între timp, a făcut studii de matematică și de filozofie, în anul 1969 Edmond Nicolau a susținut teza de doctorat intitulată „Sinteza sistemelor radiante”, primind titlul de doctor inginer.
Între anii 1966-1968, Edmond Nicolau a fost primul director al Centrului de calcul al Academiei de Studii Economice.
Unele studii de cibernetică, publicate împreună cu profesorul Constantin Bălăceanu-Stolnici, au avut ecou în mediile științifice internaționale. În studiile sale a îmbinat științele exacte cu cercetarea vieții. A realizat modele cibernetice ale sistemului nervos (neurocibernetică). De asemenea, a fost promotorul ciberneticii medicale, fiind unul dintre fondatorii Societății Române de Rețele Neuronale(1987). A făcut studii în domeniul inteligenței artificiale (limbaje naturale).
A avut cercetări și a publicat lucrări în domeniul antenelor, propagării undelor electromagnetice, măsurărilor în radiotehnică, cibernetică.
Edmond Nicolau a conferențiat ca profesor invitat la universități din Franța, Marea Britanie, Mexic, Germania și fosta Uniune Sovietică.
El a fost membru în Consiliul de conducere al Asociației Internaționale de Cibernetică, al Consiliului Consultant Internațional al Fondului de cercetări ale sistemelor din Canada, membru de onoare al Societății Române de Măsurări, al Academiei Internaționale de Științe din San Marino etc. A fost prim-vicepreședinte al Asociației de prietenie România-Israel. A îndeplinit funcția de director de studii la Asociația Științifică a Inginerilor și Tehnicienilor din România (ASIT), director la World Organization of Systems and Cybernetics (WOCS), prorector al Universității Libere din București, director internațional la Institutul de Studii Înalte de la Nisa, redactor asociat al revistei „Kibernetes” și membru în colegiile de redacție ale unor publicații de robotică și cibernetică.
I-a inspirat autorului științifico-fantastic Sorin Stănescu două din nuvelele sale: Frumoasa din planeta adormită și O consultație medicală.
În tinerețe, Edmond Nicolau a fost activ în loja francmasonică „Steaua Dunării” din București, iar la bătrânețe, îndată după căderea regimului comunist, a participat la reîntemeierea ei la fostul Templu din strada Radu de la Afumați din București (27 decembrie 1989).. În toamna anului 1993 a luat parte la reluarea activității în România a Lojei Steaua Dunării.

## Premii și onoruri
- 1957 - Diploma de excelență a Asociației Științifice a Inginerilor și Tehnicienilor din România,
- 1974 - Premiul Traian Vuia al Academiei R.P.Române, pentru lucrările în domeniul electromagnetismului și propagării undelor,
- 1975 - Premiul cel mare al Institutului de Înalte Sinteze din Nisa,
- 1986 - Premiul Fundației Systems Research Foundation,
- 1995 - Cetățean de onoare al municipiului Brăila,
- 1995 - Premiul pentru prietenie România-Israel al ACMEOR (Asociația Culturală Mondială a Evreilor Originari din România)

## In memoriam
- 1992 - Instituirea Premiului Edmond Nicolau pentru cea mai bună lucrare de biofizică sau biocibernetică, decernat anual la Conferința Națională de Informatică Medicală,
- 2001 - Colegiul Tehnic din Brăila a primit numele lui Edmond Nicolau,
- 2002 - O lojă masonică din București i-a primit numele,
- O stradă din Brăila, un liceu tehnic din București, un grup școlar la Cluj-Napoca, un colegiu tehnic din Focșani îi poartă numele.
- La Muzeul din Brăila se află un centru memorial ce conține un fond memorial Edmond Nicolau.

## Cărți (selecție)
Edmond Nicolau a scris singur, în colaborare, sau a coordonat circa 70 cărți și a publicat circa 350 articole.
- Măsurări în radiotehnică, (1956),
- Propagarea undelor electromagnetice vol. I, Proprietăți generale ale undelor electromagnetice, (1960),
- Sinteza elementelor radiante, (1971),
- Metode variaționale și tensionale în electricitate,
- Dicționarul poliglot de electronică, electrotehnică și telecomunicații, 1972 (în colaborare),
- Manualul inginerului electronist. Măsurări electronice, 1979 (coordonator),
- Introducere în lingvistica matematică, 1966, în colaborare cu Solomon Marcus și Sorin Stati,
- Dicționar de termeni tehnici, 1972 (în colaborare).

Alte lucrări științifice, manuale, eseuri și cărți de popularizare a științei:
- Teoria informației, coautor, 1958;
- Electronica în știință și industrie, 1959;
- Roboții și viața, București, 1960;
- Instrumente, dispozitive și mașini matematice, 1963;
- Din electronica de astăzi, 1963;
- Mai repede ca gândul, 1964;
- Cibernetica și omul, 1964;
- Introducere în cibernetică, 1964;
- Măsurători electronice generale, autor principal,1964;
- Introducere în cibernetica sistemelor discrete, autor principal, 1966;
- Elemente de neurocibernetică autor principal, 1967;
- Cibernetica, autor principal, 1961;
- Peste tot semnale, 1966;
- Figuri ilustre ale antichității, coautor, 1967;
- Algoritmi. Automate finite. Calculatoare electronice, autor principal, 1970;
- Clubul logicienilor, 1970;
- Omul informațional, Iași, 1971;
- Colegul meu robotul, 1971;
- Radioelectronica pentru toți, 1972;
- Câmpuri și unde electromagnetice, 1972;
- Omul între două infinituri, 1972;
- Personalitatea umană - o interpretare cibernetică, coautor, Iași, 1972;
- Introducerea în cibernetica sistemelor continue, autor principal, 1972;
- Radiația electromagnetică, 1973;
- Ergonomia și aplicațiile ei în agricultură, autor principal, 1974;
- Introducerea în electromagnetismul teoretic modern, 1974;
- Introducere în cibernetica sistemelor hibride, autor principal, 1975;
- Analogie, modelare, simulare, cibernetica, 1977;
- Proiectarea asistată de calculator a sistemelor electronice, autor principal, 1977;
- Om, mașină, cibernetică, 1978;
- Creierul electronic, 1979;
- Din nou la clubul logicienilor, 1980;
- Scurtă istorie a creației științifice și tehnice românești, 1981, cu I.M.Ștefan;
- Căutând realul, București, 1983;
- Istorie sumară a dezvoltării științei, coautor, 1983;
- Limbaj și strategie, 1983;
- Măsuri electronice și electrice, autor principal, 1984;
- Ingineria cunoașterii, 1985;
- Radiotehnica, aut(Studies in Electrical & Electronic Engineering) cu Dragoș Zaharia, Oxford, Londra, New York, 1989;
- Radiația și propagarea undelor electromagnetice, 1989;
- Probleme de logică pentru copii, 1998.